# Ali Wong
Alexandra (Ali) Wong (San Francisco, 19 april 1982) is een Amerikaanse comédienne en actrice.
Wong is bekend van haar Netflix-standup-specials Baby Cobra (2016) en Hard Knock Wife (2018). Ze is ook bekend vanwege haar hoofdrol in de film Always Be My Maybe (2019). In 2020 werd ze door Time uitgeroepen tot een van de honderd invloedrijkste mensen van dat jaar.

## Carrière
Ali Wong werd geboren in San Francisco en studeerde Aziëstudies. Toen ze op 23-jarige leeftijd voor het eerst in een komedieclub optrad, besloot ze dat ze hier serieus mee verder wilde gaan.
In 2016 brak ze definitief internationaal door.
In 2020 speelde Ali Wong de rol van Ellen Yee in de film Birds of Prey.
Wong sprak enkele rollen in voor verschillende animatiefilms: Betty Bird in The Angry Birds Movie (2016), General Olivia in The Lego Ninjago Movie (2017), Felony in Ralph Breaks the Internet (2018), Officer Gore in Onward (2020) en Super Super Big Doctor in Phineas and Ferb the Movie: Candace Againts the Universe (2020). In 2024 sprak de stem in van Jill voor het tweede seizoen van de Disney-serie Monsters at Work.
Wong won een Emmy Award voor beste vrouwelijke hoofdrol in een miniserie voor haar rol in Beef.
- Library of Congress Control Number: no2017124221
- MusicBrainz: ddcc57ca-d776-4b18-9923-c4164547f3a5
- Virtual International Authority File: 2107150688324512660005